# Boronia suberosa
Boronia suberosa är en vinruteväxtart som beskrevs av M. F. Duretto. Boronia suberosa ingår i släktet Boronia och familjen vinruteväxter. Inga underarter finns listade i Catalogue of Life.